# Saitama
Saitama (さいたま市?, Saitama-shi) è una città giapponese, capoluogo e municipalità più popolosa, con circa 1,2 milioni di abitanti, dell'omonima prefettura.
Saitama si trova nell'area sud-est della prefettura, ed è una città designata dal governo. Trovandosi a circa 15-30 km a nord della grande Area di Tokyo, molti dei suoi abitanti si spostano ogni giorno per lavoro e studio verso la capitale.

## Storia
È stata creata dall'unione delle città di Urawa(浦和), Omiya e Yono nel 2001.
Nel 2005 si è unita anche la città di Iwatsuki.
Al 1º agosto 2014 la popolazione stimata era di 1 250 928 abitanti in un'area di 217,49 km² con una densità di 6.255,78 abitanti per km².

### Nome
L'origine del nome viene dal distretto di Sakitama (埼玉郡), area al cui centro oggi si trova la città di Gyōda, nella parte settentrionale dell'attuale prefettura di Saitama. "Sakitama" ha un'antica storia, ed è menzionata nell'antologia di poesie di Man'yōshū nell'VIII secolo. La pronuncia nel corso dei secoli si è modificata, fino a diventare l'attuale "Saitama".
Con l'unione delle città di Urawa, Ōmiya e Yono, si è deciso di dare alla nuova città un nome che potesse fungere da filo conduttore per il territorio, e venne deciso di utilizzare il nome della prefettura "Saitama" (埼玉県), tuttavia scritto semplicemente in hiragana anziché in kanji. Si tratta dell'unica città capoluogo di prefettura in Giappone ad avere un nome espresso in hiragana.
Altre opzioni per il nome della città, furono Ōmiya (大宮市), Saitama (彩玉市), scritto con un ideogramma differente per "sai" (彩), dal significato di "colorato". Il "sai" (埼) utilizzato nel nome della prefettura è una forma alternativa rara dell'ideogramma per "promontorio" (崎).

## Geografia fisica
Saitama si trova a circa 15-30 km a nord rispetto al centro di Tokyo, più o meno nel centro geografico della pianura del Kantō. Rispetto all'area della prefettura di Saitama, la città è localizzata nella parte sud-est, al confine con le città di Ageo, Hasuda e Shiraoka a nord, Asaka, Kawaguchi(川口), Toda e Warabi a sud, Koshigaya a est, Kasukabe a nord-est, e Kawagoe(川越), Shiki e Fujimi a ovest.
Situata nella pianura del Kantō, la città è topograficamente situata su un bassopiano, mediamente a poco meno di 20 metri sopra il livello del mare, senza alcune catene montuose o collinari all'interno dell'area comunale. La porzione occidentale della città si ritrova lungo la piana creata dal fiume Arakawa e da alcuni suoi affluenti come il Moto-Arakawa, lo Shiba e l'Ayase. Il resto dell'area si trova sulla piana di Ōmiya, che discende da nord a sud. In questa regione scorrono diversi fiumi e torrenti, paralleli l'uno all'altro.

## Geografia antropica

### Suddivisioni amministrative
I quartieri (区?, ku) di Saitama sono 10:
1. Chūō-ku (中央区)
2. Iwatsuki-ku (岩槻区)
3. Kita-ku (北区)
4. Midori-ku (緑区)
5. Minami-ku (南区)
6. Minuma-ku (見沼区)
7. Nishi-ku (西区)
8. Ōmiya-ku (大宮区)
9. Sakura-ku (桜区)
10. Urawa-ku (浦和区)

## Economia
L'economia di Saitama è principalmente basata sul commercio. La città è uno dei centri del commercio della grande area di Tokyo, ed è il fulcro logistico della prefettura di Saitama, il nord del Kantō e del Tōhoku.
A Saitama si trovano anche diverse industrie, in particolare nel settore dell'automobile (nelle fabbriche Honda di Saitama viene prodotta la Honda Legend), cibo, prodotti farmaceutici, ottici e di precisione. Per quanto riguarda l'artigianato, Iwatsuki è famosa per la produzione di bambole dello hina matsuri, e per elmi da samurai "kabuto" decorati.

## Infrastrutture e trasporti
Saitama rappresenta un hub per il trasporto passeggeri e merci.

### Ferrovie

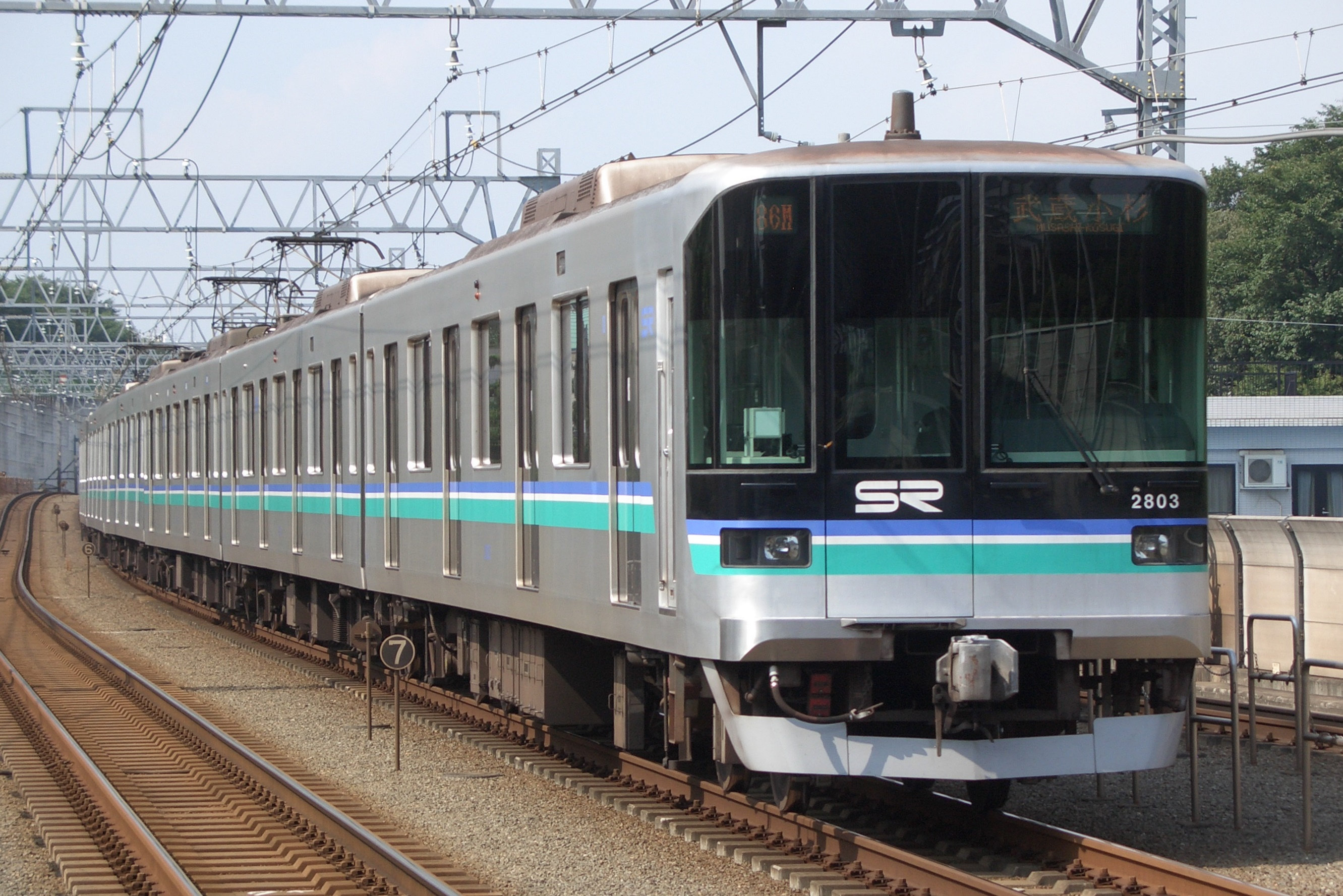
Convoglio della ferrovia Rapida di Saitama

Ōmiya, la stazione centrale della città, fa parte della rete ferroviaria ad alta velocità shinkansen, e da qui si diramano, provenendo da Tokyo, le linee Tōhoku Shinkansen verso nord, e Jōetsu Shinkansen verso nord-ovest. La linea Musashino e la ferrovia Rapida di Saitama offrono collegamenti ad altre stazioni, e sono presenti collegamenti metropolitani ad alta frequenza verso Tokyo lungo le linee Saikyō, Keihin-Tōhoku e Shōnan-Shinjuku.
A Saitama non sono presenti linee metropolitane, ma quasi tutte le ferrovie presenti svolgono servizi suburbani ad alta frequenza con caratteristiche assimilabili a metropolitane in superficie.
■ East Japan Railway Company
■ Tōhoku, Akita, Yamagata, Jōetsu e Nagano Shinkansen
- - Ōmiya -

■ Linea Utsunomiya
- - Urawa - Saitama-Shintoshin - Ōmiya - Toro - Higashi-Ōmiya -

■ Linea Takasaki
- - Urawa - Saitama-Shintoshin - Ōmiya - Miyahara -

■ Linea Keihin-Tōhoku
- - Stazione di Minami-Urawa - Urawa - Kita-Urawa - Yono - Saitama-Shintoshin - Ōmiya

■ Linea Saikyō
- - Musashi-Urawa - Naka-Urawa - Minami-Yono - Yonohommachi - Kita-Yono - Ōmiya

■ Linea Musashino
- - Nishi-Urawa - Musashi-Urawa - Minami-Urawa - Higashi-Urawa -

■ Linea Kawagoe
- Ōmiya - Nisshin - Nishi-Ōmiya - Sashiōgi -

■ Ferrovia di Saitama
■ Ferrovia Rapida di Saitama
- - Urawa-Misono

■ Ferrovie Tōbu
■ Linea Tōbu Noda
- Ōmiya - Kita-Ōmiya - Ōmiya-kōen - Ōwada - Nanasato - Iwatsuki - Higashi-Iwatsuki -

■ Saitama New Urban Transit
■ Linea Ina (New Shuttle)
- Ōmiya - Tetsudō-Hakubutsukan - Kamonomiya - Higashi-Miyahara - Komba - Yoshinohara

### Strade e aeroporti

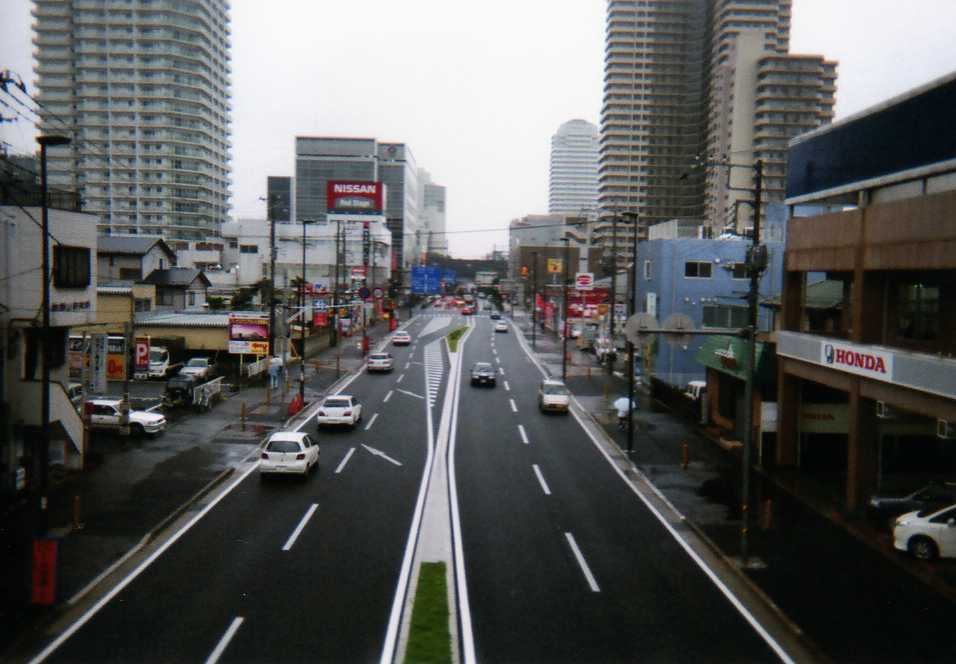
La statale 17 nei pressi di Yono

I collegamenti stradali si sviluppano lungo le autostrade Shuto, Tokyo Gaikan e l'autostrada Tōhoku, percorse queste anche dai bus intercity 16, 17, 122, 298 e 463.
Oltre ai servizi su ferro, a Saitama circolano diverse linee di autobus urbani, fra cui diversi bus di quartiere.
Gli aeroporti più vicini sono Haneda e Narita, entrambi situati a circa 2 ore con mezzi pubblici. A Okegawa si trova l'aeroporto di Honda, tuttavia non aperto ai voli commerciali. Sono disponibili infine elicotteri da Kawajima per il collegamento con Narita.

## Punti d'interesse

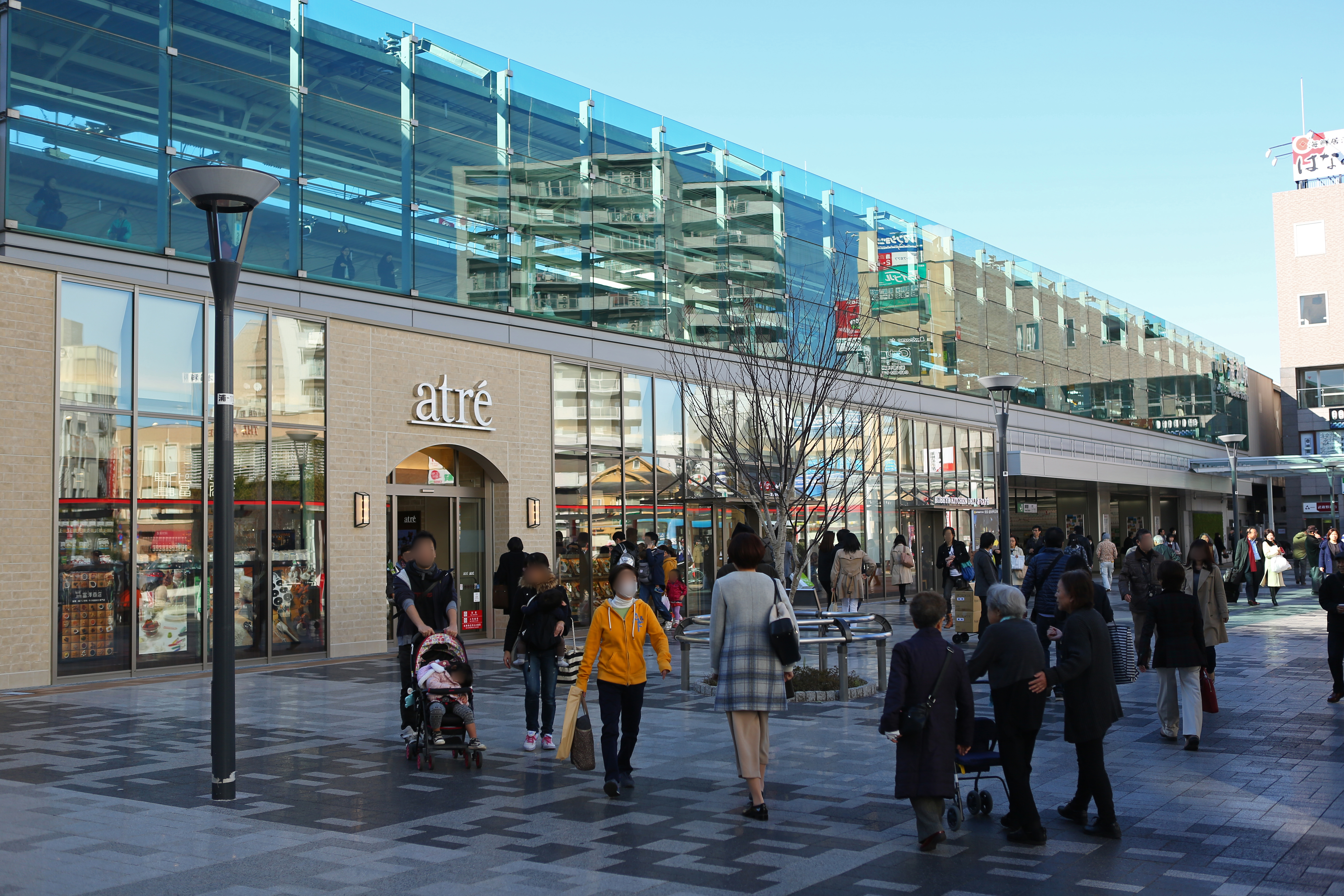
Urawa station

- Hikawa Jinja
- Museo ferroviario di Saitama
- Akigase Park
- Besshonuma Park
- Sonic City
- Saitama Stadium 2002
- Saitama Super Arena
- Museo John Lennon
- Ōmiya Bonsai Village
- Risaie di Minuma

## Amministrazione

### Gemellaggi
- Toluca, dal 1979
- Zhengzhou, dal 1981
- Hamilton, dal 1984
- Richmond, dal 1994
- Nanaimo, dal 1996
- Pittsburgh, dal 1998